# 貝拉薩特吉

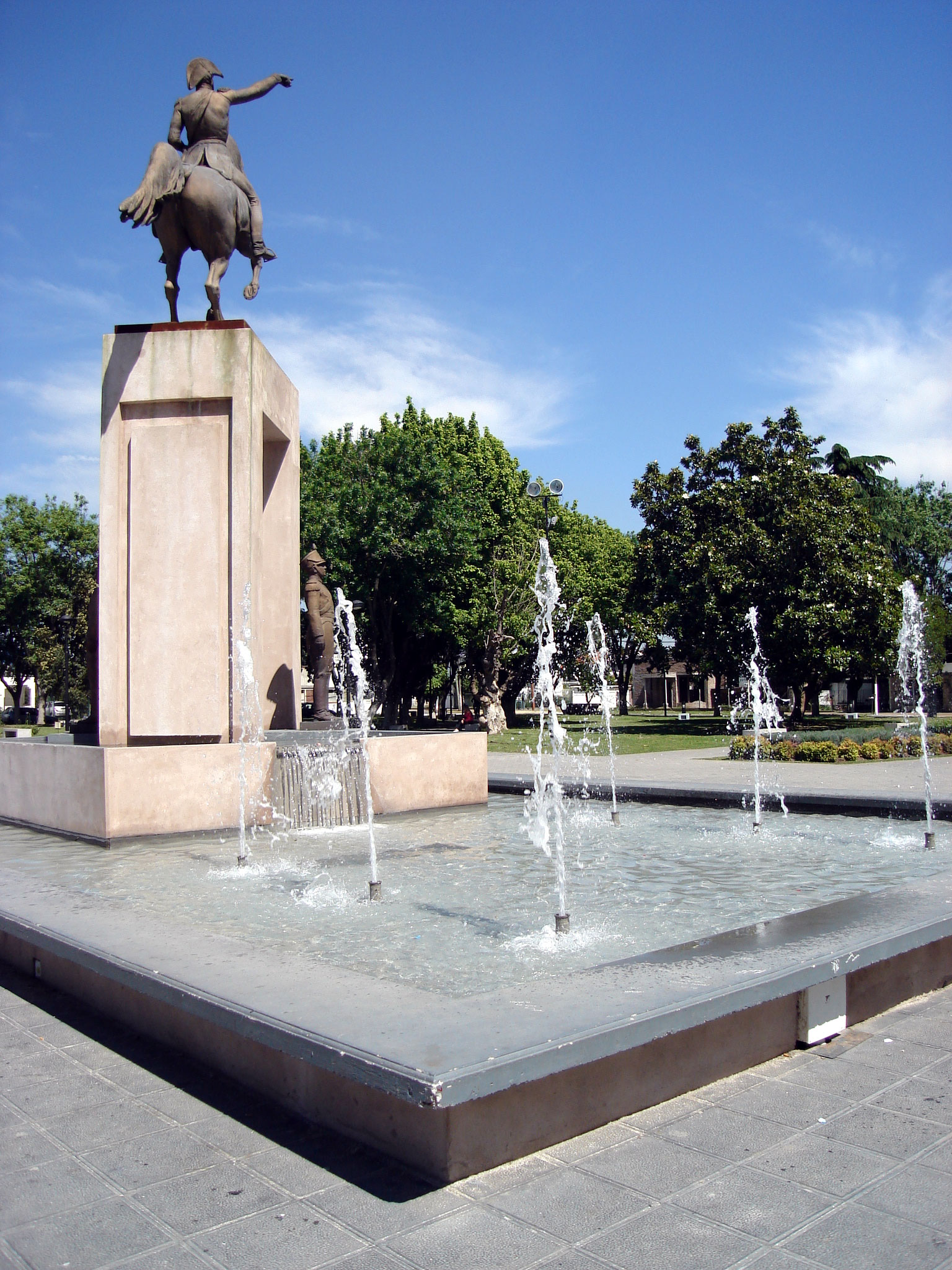

貝拉薩特吉是阿根廷的城鎮，位於該國東部基爾梅斯東南面，由布宜諾斯艾利斯省負責管轄，面積217平方公里，海拔高度22米，該鎮實施公共場所禁煙，2001年人口167,498。

## 外部連結

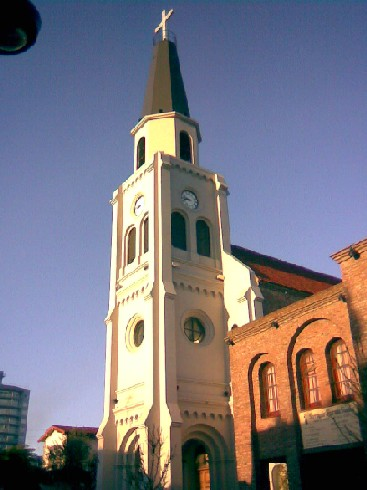

- （西班牙文） Guia comercial de Juan María Gutiérrez
- （西班牙文） Berazategui website（页面存档备份，存于）